# Лопаты (Костромская область)
Лопаты — поселок в Макарьевском районе Костромской области. Входит в состав Усть-Нейского сельского поселения.

## География
Находится в юго-восточной части Костромской области на расстоянии приблизительно 13 км на северо-запад по прямой от районного центра города Макарьев на правобережье реки Нея.

## Население
Постоянное население составляло 223 человека в 2002 году (русские 98 %), 125 в 2022.